# Zeno Vignati
Zeno Vignati (Tolfa, 29 aprile 1896 – Roma, 15 settembre 1977) è stato un giornalista e politico italiano.

## Biografia
Di idee nazionaliste fin dalle prima giovinezza prende parte alla prima guerra mondiale come tenente e capitano di fanteria. Tornato alla vita civile si impegna nelle associazioni combattentistiche ed aderisce al movimento dei Fasci. 
Nel 1922 prende parte alla marcia su Roma. 
E' stato insegnante e preside dell'istituto tecnico-commerciale Buonarroti di Arezzo e libero docente di Economia agraria nelle università di Macerata e Perugia.
A partire dal 1938 si stabilisce a Rieti, dove è stato segretario del sindacato provinciale dei tecnici agricoli, fiduciario dell’Associazione fascista scuola di Arezzo, e membro del Consiglio superiore per l’istruzione pubblica. Nello stesso periodo ricopre la carica di redattore capo di "Giovinezza", organo ufficiale della federazione fascista.
Sospeso dalla carica di preside nell’ottobre 1944, dopo una breve indagine viene reintegrato nei ranghi della scuola.

## Opere
- Rapporti fra proprietà, impresa e mano d’opera nell’agricoltura umbra, [Studi e monografie dell’INEA], Roma, Treves dell’Ali, 1930-VIII;
- Inchiesta sulla piccola proprietà coltivatrice formatasi nel dopoguerra: Umbria, [Studi e monografie dell’INEA], Roma, Treves dell’Ali 1931-IX;
- Ricerche sul reddito di aziende agricole aretine, Roma, Editoriale dei Concorsi Agrari, 1933-XI;
- L’indeterminatezza del prezzo dei mercati in alcuni importanti casi di stima, Arezzo, 1933-XI;
- Economia forestale in Regime fascista, Roma, Sindacato nazionale fascista tecnici agricoli, 1935-XIII;
- Rapporti fra il tipo di mezzadria toscana e quella marchigiana, Perugia, Cattedra di Estimo e Contabilità della r. Facoltà Agraria di Perugia, 1938-XVI;
- “La montagna aretina per l’autarchia del legno e del tessile”, AMAP, n.s., XXVI-XXVII, Arezzo, Off. Tip. F. Scheggi, 1940;
- La distribuzione del reddito nelle aziende della media collina aretina e l’abbandono della terra, Arezzo, Tip. Zelli e c., 1961